# Друг (фильм, 2015)
«Друг» (алб. Shok) — косовский короткометражный драматический фильм. Автор сценария и режиссёр, номинированный на «Оскар», — Джейми Доноу. Фильм основан на реальных событиях во время войны в Косово. Дистрибьютор Ouat Media, в социальных медиа кампанию возглавила Команда Албанцев.
Его премьера состоялась на фестивале Aspen Shortsfest. Фильм выиграл премию «За лучшую драму», «Особое признание аудитории» и «Молодёжного жюри». С тех пор он выиграл ряд других фестивалей, в том числе HollyShorts Film Festival и DC Short Film Festival
Фильм был номинирован на «Оскар» за лучший короткометражный фильм на 88-й церемонии вручения премии.

## Сюжет
Фильм начинается со сцены Косова в настоящее время, в которой взрослый Петрит (Куштрим Шеремети) находит старый велосипед, похожий на велосипед его друга Оки, посреди дороги.
История сдвигается назад в 1990-е года, войну в Косово и центрируется на двух молодых парнях, Петрит (Лум Весели) и Оки (Анди Байгора). В начале фильма, двое катаются на новом велосипеде Оки, чтобы ознакомиться с группой сербских солдат, которым Петрит даёт несколько листков бумаги для самокруток. Солдатский лидер, Драган (Эшреф Дурмиши), платит Петрит за бумагу, и Петрит делит деньги с Оки. Оки остаётся на ночь с семьёй Петрита, и Петрит спрашивает его о другой доставке бумаги на следующий день. Оки сначала сопративляется, думая, что солдатам нельзя доверять; но Петрит уверяет его, что они безопасные, показывая ему пистолет, который он припрятал подальше. Он также говорит, что он скоро сможет купить себе велосипед за деньгами, которые он зарабатывает, и Оки соглашается помочь ему снова.
Ребята приходят в солдатское убежище, первый солдат (Фисник Адеми) спрашивает их, для чего они здесь и Петрит говорит, чтобы увидеть Драгана, Петрит приносит Драган больше бумаги; но когда они уходят, один из солдат забирает у Оки велосипед, намереваясь подарить его своему племяннику. Петрит настаивает чтобы тот отдал солдату велосипед, но Оки сопротивляется; позже он ругает Петрита за сотрудничество с солдатами, называя его предателем. Оки не разговаривает с Петритом в течение нескольких дней, несмотря на извинения последнего, до тех пор, пока автобус на котором они ехали не останавливают солдаты. Мальчики и ряд других ребят выходят с автобуса и их обыскивают; и когда солдат находит албанские школьные учебники в рюкзаке Оки, Петрит утверждает, они — его. В ответ Драган бьёт Петрит в живот прикладом своей винтовки.
Оки приходит позже, чтобы поблагодарить Петрит, и мальчики мирятся. Оки снова ночует у Петрита, но на следующее утро в дом вторглись солдаты. Петрита и его семью вывели наружу и выстроили вдоль стены, в то время как Оки остался внутри дома. Пока солдат угрожает Петриту дулом пистолета, появляется Оки, целясь пистолетом Петрита на солдата. Солдат отбирает пистолет, нацеливается на Петрита, жмёт на курок, но выходит осечка. Ещё один солдат приказывает им покинуть город и не оглядываться, иначе они будут убиты. Петрит и его семья, Оки и несколько других жителей уходят из города унося свои пожитки. Они видят маленького мальчика, который ездит на велосипеде Оки. Оки оглядывается на него, когда мальчик проежзает мимо, внезапно один из солдат выстреливает Оки в голову, убивая его. Петрит, забрызганый кровью Оки, продолжает идти с семьёй.
Фильм переключается на взрослого Петрита. Он стоит с велосипедом в пустом, разрушенном городе, глядя на него сиротливо, в то время, как фильм заканчивается.

## В ролях
- Лум Весели (Петрит)
- Куштрим Шеремети (взрослый Петрит)
- Анди Байгора (Оки)
- Эшреф Дурмиши (Драган)
- Фисник Адеми (Солдат)